# Charles Justin Bailey
Charles Justin Bailey, ameriški general, * 21. junij 1859, † 21. september 1946.

## Življenjepis
Leta 1880 je diplomiral na Vojaški akademiji ZDA in bil isto leto povišan v tretjega poročnika. Nato se je hitro vzpenjal v hierarhiji, tako da je bil leta 1911 povišan v polkovnika, leta 1913 v brigadnega generala in 5. avgusta 1917 še v generalmajorja Nacionalne vojske. Leta 1918 je postal poveljnik Filipinskega oddelka (Philippine Department) in istega leta tudi poveljnik 81. divizije Nacionalne vojske, kateri je poveljeval na zahodni fronti v letih 1918–1919. Leta 1919 pa je po vrnitvi v ZDA postal poveljnik Artilerijskega okrožja za srednjoatlantsko obalo in leta 1921 poveljnik 3. korpusnega področja.

## Odlikovanja
- Distinguished Service Medal
- red Leopolda (Belgija)
- Croix de guerre s palmo
- legija časti